# Gerda Frederiksen
Gerda Frederiksen (* 3. April 1904; † im 20. Jahrhundert) war eine dänische Badmintonspielerin. Ruth Dalsgaard war ihre Schwester.

## Karriere
Gerda Frederiksen war neben ihrer Schwester Ruth die herausragende Spielerin aus den Anfangstagen des Wettkampfsports Badminton in Dänemark in den 1930er Jahren. Sechs Mal gewannen die Schwestern zwischen 1931 und 1937 das Damendoppelfinale. Ruth war zusätzlich noch im Einzel erfolgreich, Gerda gewann 1932 das Mixed mit Sejlidt Raaskou.

## Sportliche Erfolge
| Saison    | Veranstaltung                   | Disziplin   | Platz | Name                                                |
| --------- | ------------------------------- | ----------- | ----- | --------------------------------------------------- |
| 1930/1931 | Dänemark: Einzelmeisterschaften | Damendoppel | 1     | Gerda Frederiksen / Ruth Frederiksen, Skovshoved IF |
| 1931/1932 | Dänemark: Einzelmeisterschaften | Mixed       | 1     | Sejlidt Raaskou / Gerda Frederiksen, Skovshoved IF  |
| 1931/1932 | Dänemark: Einzelmeisterschaften | Damendoppel | 1     | Gerda Frederiksen / Ruth Frederiksen, Skovshoved IF |
| 1932/1933 | Dänemark: Einzelmeisterschaften | Damendoppel | 1     | Gerda Frederiksen / Ruth Frederiksen, Skovshoved IF |
| 1933/1934 | Dänemark: Einzelmeisterschaften | Damendoppel | 1     | Gerda Frederiksen / Ruth Frederiksen, Skovshoved IF |
| 1934/1935 | Dänemark: Einzelmeisterschaften | Damendoppel | 1     | Gerda Frederiksen / Ruth Frederiksen, Skovshoved IF |
| 1936/1937 | Dänemark: Einzelmeisterschaften | Damendoppel | 1     | Gerda Frederiksen / Ruth Dalsgaard, Skovshoved IF   |